# Infogram
Infogram é uma ferramenta web gratuita de visualização de dados que permite aos utilizadores criarem gráficos, mapas e infográficos. Infogram permite criar visualizações de dados que podem ser embebidos em páginas web ou efectuar o download de imagens.

## História
A empresa foi fundada em Riga, Letónia em 2012 por Uldis Leiterts, Raymonds Kaže and Alise Semjonova.
Em 2014, a empresa adquiriu Visualoop, um blog brasileiro de visualização de dados.

## Referencências
1. ↑  «Announcing the winners of TNW Startup Rally 2013». TheNextWeb. 26 de Abril de 2013
2. ↑  «Forbes 30 Under 30 - Alise Semjonova». Forbes. 26 de Janeiro de 2017
3. ↑  «Visualoop adquirido pela Infogram (Versão em Inglês)». Visualoop. 3 de Dezembro de 2014